# Anthaxia hilaris
Anthaxia hilaris es una especie de escarabajo del género Anthaxia, familia Buprestidae. Fue descrita científicamente por Gory en 1841.